# David F. Larcker
David F. Larcker (* 11. Januar 1950) ist ein US-amerikanischer Wirtschaftswissenschaftler.

## Leben
Larcker studierte er Maschinenbau und Wirtschaftsingenieurwesen an der University of Missouri (Bachelor, 1972; Master 1974) und machte 1978 seinen Ph.D. in Wirtschaftswissenschaften an der University of Kansas. Von 1978 bis 1985 lehrte er an der Northwestern University. Von 1985 bis 2005 war er Ernst & Young Professor für Rechnungswesen an der University of Pennsylvania. Seit 2005 ist er James Irvin Miller Professor für Rechnungswesen an der Stanford University. Zudem ist er Morgan Stanley Direktor des Center for Leadership Development and Research und des Corporate Governance Research Program. Er gehört den Redaktionen der Fachzeitschriften Journal of Accounting and Economics, Journal of Accounting and Public Policy, Journal of Accounting Research, Accounting, Organizations and Society und Journal of Applied Corporate Finance an.

## Auszeichnungen
- 2001: Notable Contribution to Managerial Accounting Research
- 2010: Distinguished Service to Ph.D. Students Award
- 2022: Jensen-Preis

## Publikationen
- Corporate Governance Matters: A Closer Look at Organizational. Choices and Their Consequences. FT Press, Upper Saddle River.